# Ripogonum
Ripogonum (syn. Rhipogonum) je rod jednoděložných rostlin z čeledi Ripogonaceae. Čeleď Ripogonaceae obsahuje pouze jediný rod Ripogonum. Ve starších taxonomických systémech byl rod někdy řazen do přestupovitých (Smilacaceae)

## Popis
Jsou to popínavé keře až liány bez listových úponek. Listy jsou jednoduché, řapíkaté až skoro přisedlé, bez listových pochev. Čepele jsou celokrajné většinou vstřícné, méně střídavé nebo v přeslenech, kožovité s dlanitou žilnatinou. Květy jsou uspořádány do květenství, většinou do hroznů nebo klasů, vzácněji až lat. Okvětních lístků je 6 ve 2 přeslenech, jsou nenápadné. Tyčinek je 6, jsou volné. Gyneceum se skládá ze 3 plodolistů, semeník je svrchní, plodem je bobule,.

## Rozšíření ve světě
Je známo asi 6 druhů, které jsou rozšířeny na Novém Zélandu, ve východní Austrálii a na Nové Guineji.